# Liste des monuments historiques de l'Aisne
Cet article recense les monuments historiques de l'Aisne, en France.

## Statistiques
Au 21 juillet 2025, l'Aisne compte 647 édifices comportant au moins une protection au titre des monuments historiques, dont 311 sont classés et 359 sont inscrits. Le total des monuments classés et inscrits est supérieur au nombre total de monuments protégés car plusieurs d'entre eux sont à la fois classés et inscrits.

## Liste
Du fait du nombre de monuments historiques dans le département, leur liste est divisée en deux sections distinctes :
- Liste des monuments historiques de l'Aisne (nord), correspondant aux arrondissements de Laon, Saint-Quentin et Vervins (nord du département)
- Liste des monuments historiques de l'Aisne (sud), correspondant aux arrondissements de Château-Thierry et Soissons (sud du département)

En outre, les communes suivantes possèdent leur propre liste :
- pour Château-Thierry, la liste des monuments historiques de Château-Thierry
- pour Laon, la liste des monuments historiques de Laon
- pour Soissons, la liste des monuments historiques de Soissons

La liste suivante permet de trouver l'article correspondant à une commune spécifique (pour autant qu'elle possède au moins une protection) :
- Haut – A
- B
- C
- D
- E
- F
- G
- H
- I
- J
- K
- L
- M
- N
- O
- P
- Q
- R
- S
- T
- U
- V
- W
- X
- Y
- Z

### A
| Commune                  | Liste |
| ------------------------ | ----- |
| Agnicourt-et-Séchelles   | Nord  |
| Aisonville-et-Bernoville | Nord  |
| Aizy-Jouy                | Sud   |
| Ambleny                  | Sud   |
| Ancienville              | Sud   |
| Andelain                 | Nord  |
| Archon                   | Nord  |
| Arcy-Sainte-Restitue     | Sud   |
| Armentières-sur-Ourcq    | Sud   |
| Arrancy                  | Nord  |
| Artonges                 | Sud   |
| Aubenton                 | Nord  |
| Audigny                  | Nord  |
| Augy                     | Sud   |
| Aulnois-sous-Laon        | Nord  |
| Autreppes                | Nord  |
| Azy-sur-Marne            | Sud   |

- Haut – A
- B
- C
- D
- E
- F
- G
- H
- I
- J
- K
- L
- M
- N
- O
- P
- Q
- R
- S
- T
- U
- V
- W
- X
- Y
- Z

### B
| Commune                    | Liste |
| -------------------------- | ----- |
| Bancigny                   | Nord  |
| Barenton-Bugny             | Nord  |
| Barzy-sur-Marne            | Sud   |
| Baulne-en-Brie             | Sud   |
| Bazoches-et-Saint-Thibaut  | Sud   |
| Beaurevoir                 | Nord  |
| Beaurieux                  | Nord  |
| Belleu                     | Sud   |
| Berny-Rivière              | Sud   |
| Berry-au-Bac               | Nord  |
| Bernoy-le-Château          | Sud   |
| Beugneux                   | Sud   |
| Billy-sur-Aisne            | Sud   |
| Billy-sur-Ourcq            | Sud   |
| Blanzy-lès-Fismes          | Sud   |
| Blérancourt                | Nord  |
| Bohain-en-Vermandois       | Nord  |
| Bois-lès-Pargny            | Nord  |
| Bonneil                    | Sud   |
| Bonnesvalyn                | Sud   |
| Bosmont-sur-Serre          | Nord  |
| Bouconville-Vauclair       | Nord  |
| Bourg-et-Comin             | Nord  |
| Bourguignon-sous-Montbavin | Nord  |
| La Bouteille               | Nord  |
| Braine                     | Sud   |
| Braye-en-Laonnois          | Nord  |
| Brécy                      | Sud   |
| Brenelle                   | Sud   |
| Breny                      | Sud   |
| Brumetz                    | Sud   |
| Bruyères-sur-Fère          | Sud   |
| Bruyères-et-Montbérault    | Nord  |
| Bruys                      | Sud   |
| Bucy-le-Long               | Sud   |
| Bucilly                    | Nord  |
| Buire                      | Nord  |
| Burelles                   | Nord  |
| Bussiares                  | Sud   |
| Buzancy                    | Sud   |

- Haut – A
- B
- C
- D
- E
- F
- G
- H
- I
- J
- K
- L
- M
- N
- O
- P
- Q
- R
- S
- T
- U
- V
- W
- X
- Y
- Z

### C
| Commune                    | Liste |
| -------------------------- | ----- |
| Camelin                    | Nord  |
| Caulaincourt               | Nord  |
| Caumont                    | Nord  |
| Celles-lès-Condé           | Sud   |
| Cerny-lès-Bucy             | Nord  |
| Cerseuil                   | Sud   |
| Chacrise                   | Sud   |
| Chaillevois                | Nord  |
| Chalandry                  | Nord  |
| Chaourse                   | Nord  |
| La Chapelle-Monthodon      | Sud   |
| Chartèves                  | Sud   |
| Château-Thierry            | Sud   |
| Chaudardes                 | Nord  |
| Chauny                     | Nord  |
| Chéry-Chartreuve           | Sud   |
| Chézy-sur-Marne            | Sud   |
| Chézy-en-Orxois            | Sud   |
| Chivres-Val                | Sud   |
| Chivy-lès-Étouvelles       | Nord  |
| Chouy                      | Sud   |
| Cierges                    | Sud   |
| Ciry-Salsogne              | Sud   |
| Cœuvres-et-Valsery         | Sud   |
| Coincy                     | Sud   |
| Colligis-Crandelain        | Nord  |
| Condé-sur-Aisne            | Sud   |
| Condé-en-Brie              | Sud   |
| Condé-sur-Suippe           | Nord  |
| Connigis                   | Sud   |
| Corcy                      | Sud   |
| Coucy-le-Château-Auffrique | Nord  |
| Coucy-la-Ville             | Nord  |
| Coulonges-Cohan            | Sud   |
| Courboin                   | Sud   |
| Courcelles-sur-Vesle       | Sud   |
| Courmelles                 | Sud   |
| Courtemont-Varennes        | Sud   |
| Couvrelles                 | Sud   |
| Coyolles                   | Sud   |
| Cramaille                  | Sud   |
| Craonne                    | Nord  |
| Craonnelle                 | Nord  |
| Crécy-sur-Serre            | Nord  |
| Crépy                      | Nord  |
| La Croix-sur-Ourcq         | Sud   |
| Crouttes-sur-Marne         | Sud   |
| Crouy                      | Sud   |
| Cuiry-lès-Chaudardes       | Nord  |
| Cuiry-Housse               | Sud   |
| Cuiry-lès-Iviers           | Nord  |
| Cuissy-et-Geny             | Nord  |
| Cuisy-en-Almont            | Sud   |

- Haut – A
- B
- C
- D
- E
- F
- G
- H
- I
- J
- K
- L
- M
- N
- O
- P
- Q
- R
- S
- T
- U
- V
- W
- X
- Y
- Z

### D
| Commune  | Liste |
| -------- | ----- |
| Dampleux | Sud   |
| Dhuizel  | Sud   |
| Dohis    | Nord  |
| Dravegny | Sud   |
| Droizy   | Sud   |

- Haut – A
- B
- C
- D
- E
- F
- G
- H
- I
- J
- K
- L
- M
- N
- O
- P
- Q
- R
- S
- T
- U
- V
- W
- X
- Y
- Z

### E
| Commune           | Liste |
| ----------------- | ----- |
| Englancourt       | Nord  |
| Epaux-Bézu        | Sud   |
| Épieds            | Sud   |
| Esquéhéries       | Nord  |
| Essigny-le-Grand  | Nord  |
| Essises           | Sud   |
| Essômes-sur-Marne | Sud   |
| Etouvelles        | Nord  |

- Haut – A
- B
- C
- D
- E
- F
- G
- H
- I
- J
- K
- L
- M
- N
- O
- P
- Q
- R
- S
- T
- U
- V
- W
- X
- Y
- Z

### F
| Commune                       | Liste |
| ----------------------------- | ----- |
| La Fère                       | Nord  |
| Fère-en-Tardenois             | Sud   |
| La Ferté-Chevresis            | Nord  |
| La Ferté-Milon                | Sud   |
| Festieux                      | Nord  |
| La Flamengrie                 | Nord  |
| Flavigny-le-Grand-et-Beaurain | Nord  |
| Fontaine-lès-Vervins          | Nord  |
| Fossoy                        | Sud   |
| Fourdrain                     | Nord  |
| Fresnoy-le-Grand              | Nord  |

- Haut – A
- B
- C
- D
- E
- F
- G
- H
- I
- J
- K
- L
- M
- N
- O
- P
- Q
- R
- S
- T
- U
- V
- W
- X
- Y
- Z

### G
| Commune     | Liste |
| ----------- | ----- |
| Gandelu     | Sud   |
| Glennes     | Sud   |
| Gouy        | Nord  |
| Grandrieux  | Nord  |
| Grand-Rozoy | Sud   |
| Grand-Verly | Nord  |
| Gronard     | Nord  |
| Guignicourt | Nord  |
| Guise       | Nord  |
| Guny        | Nord  |

- Haut – A
- B
- C
- D
- E
- F
- G
- H
- I
- J
- K
- L
- M
- N
- O
- P
- Q
- R
- S
- T
- U
- V
- W
- X
- Y
- Z

### H
| Commune     | Liste |
| ----------- | ----- |
| Haramont    | Sud   |
| Hary        | Nord  |
| Hautevesnes | Sud   |
| La Hérie    | Nord  |

- Haut – A
- B
- C
- D
- E
- F
- G
- H
- I
- J
- K
- L
- M
- N
- O
- P
- Q
- R
- S
- T
- U
- V
- W
- X
- Y
- Z

### J
| Commune   | Liste |
| --------- | ----- |
| Jeantes   | Nord  |
| Jouaignes | Sud   |

- Haut – A
- B
- C
- D
- E
- F
- G
- H
- I
- J
- K
- L
- M
- N
- O
- P
- Q
- R
- S
- T
- U
- V
- W
- X
- Y
- Z

### L
| Commune             | Liste |
| ------------------- | ----- |
| Laffaux             | Sud   |
| Laon                | Laon  |
| Largny-sur-Automne  | Sud   |
| Latilly             | Sud   |
| Launoy              | Sud   |
| Laval-en-Laonnois   | Nord  |
| Lavaqueresse        | Nord  |
| Laversine           | Sud   |
| Lemé                | Nord  |
| L'Épine-aux-Bois    | Sud   |
| Lerzy               | Nord  |
| Lesges              | Sud   |
| Lhuys               | Sud   |
| Lierval             | Nord  |
| Liesse-Notre-Dame   | Nord  |
| Limé                | Sud   |
| Logny-lès-Aubenton  | Nord  |
| Longpont            | Sud   |
| Longueval-Barbonval | Sud   |
| Louâtre             | Sud   |
| Loupeigne           | Sud   |

- Haut – A
- B
- C
- D
- E
- F
- G
- H
- I
- J
- K
- L
- M
- N
- O
- P
- Q
- R
- S
- T
- U
- V
- W
- X
- Y
- Z

### M
| Commune                 | Liste |
| ----------------------- | ----- |
| Maast-et-Violaine       | Sud   |
| Macquigny               | Nord  |
| Malzy                   | Nord  |
| Marchais-en-Brie        | Sud   |
| Marcy                   | Nord  |
| Marcy-sous-Marle        | Nord  |
| Mareuil-en-Dôle         | Sud   |
| Marfontaine             | Nord  |
| Margival                | Sud   |
| Marigny-en-Orxois       | Sud   |
| Marizy-Sainte-Geneviève | Sud   |
| Marizy-Saint-Mard       | Sud   |
| Marle                   | Nord  |
| Marly-Gomont            | Nord  |
| Martigny-Courpierre     | Nord  |
| Mauregny-en-Haye        | Nord  |
| Merval                  | Sud   |
| Mézy-Moulins            | Sud   |
| Missy-sur-Aisne         | Sud   |
| Mondrepuis              | Nord  |
| Monnes                  | Sud   |
| Mons-en-Laonnois        | Nord  |
| Montaigu                | Nord  |
| Montchâlons             | Nord  |
| Montcornet              | Nord  |
| Montfaucon              | Sud   |
| Montgobert              | Sud   |
| Monthenault             | Nord  |
| Monthiers               | Sud   |
| Montigny-l'Allier       | Sud   |
| Montigny-Lengrain       | Sud   |
| Montlevon               | Sud   |
| Mont-Notre-Dame         | Sud   |
| Montreuil-aux-Lions     | Sud   |
| Mont-Saint-Martin       | Sud   |
| Morgny-en-Thiérache     | Nord  |
| Morsain                 | Sud   |
| Mortefontaine           | Sud   |
| Moulins                 | Nord  |
| Muret-et-Crouttes       | Sud   |

- Haut – A
- B
- C
- D
- E
- F
- G
- H
- I
- J
- K
- L
- M
- N
- O
- P
- Q
- R
- S
- T
- U
- V
- W
- X
- Y
- Z

### N
| Commune               | Liste |
| --------------------- | ----- |
| Nampcelles-la-Cour    | Nord  |
| Nampteuil-sous-Muret  | Sud   |
| Nanteuil-la-Fosse     | Sud   |
| Nanteuil-Notre-Dame   | Sud   |
| Nesles-la-Montagne    | Sud   |
| Neuilly-Saint-Front   | Sud   |
| La Neuville-en-Beine  | Nord  |
| Neuville-sur-Margival | Sud   |
| Nogent-l'Artaud       | Sud   |
| Noircourt             | Nord  |
| Nouvion-et-Catillon   | Nord  |
| Nouvion-le-Comte      | Nord  |
| Nouvion-le-Vineux     | Nord  |
| Nouvron-Vingré        | Sud   |

- Haut – A
- B
- C
- D
- E
- F
- G
- H
- I
- J
- K
- L
- M
- N
- O
- P
- Q
- R
- S
- T
- U
- V
- W
- X
- Y
- Z

### O
| Commune             | Liste |
| ------------------- | ----- |
| Ohis                | Nord  |
| Oigny-en-Valois     | Sud   |
| Orgeval             | Nord  |
| Origny-en-Thiérache | Nord  |
| Oulchy-le-Château   | Sud   |
| Oulchy-la-Ville     | Sud   |

- Haut – A
- B
- C
- D
- E
- F
- G
- H
- I
- J
- K
- L
- M
- N
- O
- P
- Q
- R
- S
- T
- U
- V
- W
- X
- Y
- Z

### P
| Commune              | Liste |
| -------------------- | ----- |
| Paars                | Sud   |
| Pancy-Courtecon      | Nord  |
| Parcy-et-Tigny       | Sud   |
| Parfondeval          | Nord  |
| Parpeville           | Nord  |
| Passy-sur-Marne      | Sud   |
| Pernant              | Sud   |
| Pleine-Selve         | Nord  |
| Plomion              | Nord  |
| Ployart-et-Vaurseine | Nord  |
| Pommiers             | Sud   |
| Pont-Saint-Mard      | Nord  |
| Prémontré            | Nord  |
| Presles-et-Boves     | Sud   |
| Presles-et-Thierny   | Nord  |
| Priez                | Sud   |
| Prisces              | Nord  |
| Puisieux-et-Clanlieu | Nord  |

- Haut – A
- B
- C
- D
- E
- F
- G
- H
- I
- J
- K
- L
- M
- N
- O
- P
- Q
- R
- S
- T
- U
- V
- W
- X
- Y
- Z

### Q
| Commune             | Liste |
| ------------------- | ----- |
| Quierzy             | Nord  |
| Quincy-sous-le-Mont | Sud   |

- Haut – A
- B
- C
- D
- E
- F
- G
- H
- I
- J
- K
- L
- M
- N
- O
- P
- Q
- R
- S
- T
- U
- V
- W
- X
- Y
- Z

### R
| Commune                | Liste |
| ---------------------- | ----- |
| Renneval               | Nord  |
| Ressons-le-Long        | Sud   |
| Retheuil               | Sud   |
| Révillon               | Sud   |
| Ribemont               | Nord  |
| Rogny                  | Nord  |
| Roucy                  | Nord  |
| Royaucourt-et-Chailvet | Nord  |
| Rozet-Saint-Albin      | Sud   |
| Rozoy-sur-Serre        | Nord  |

- Haut – A
- B
- C
- D
- E
- F
- G
- H
- I
- J
- K
- L
- M
- N
- O
- P
- Q
- R
- S
- T
- U
- V
- W
- X
- Y
- Z

### S
| Commune                       | Liste    |
| ----------------------------- | -------- |
| Saconin-et-Breuil             | Sud      |
| Saint-Agnan                   | Sud      |
| Saint-Algis                   | Nord     |
| Saint-Bandry                  | Sud      |
| Saint-Christophe-à-Berry      | Sud      |
| Saint-Erme-Outre-et-Ramecourt | Nord     |
| Saint-Eugène                  | Sud      |
| Saint-Gobain                  | Nord     |
| Saint-Mard                    | Sud      |
| Saint-Michel                  | Nord     |
| Saint-Nicolas-aux-Bois        | Nord     |
| Saint-Pierre-Aigle            | Sud      |
| Saint-Pierre-lès-Franqueville | Nord     |
| Saint-Pierremont              | Nord     |
| Saint-Quentin                 | Nord     |
| Saint-Rémy-Blanzy             | Sud      |
| Saint-Thomas                  | Nord     |
| Samoussy                      | Nord     |
| Saponay                       | Sud      |
| Septmonts                     | Sud      |
| Septvaux                      | Nord     |
| Serain                        | Nord     |
| Serches                       | Sud      |
| Sergy                         | Sud      |
| Seringes-et-Nesles            | Sud      |
| Serval                        | Sud      |
| Séry-lès-Mézières             | Nord     |
| Sissy                         | Nord     |
| Soissons                      | Soissons |
| Soucy                         | Sud      |
| Soupir                        | Sud      |

- Haut – A
- B
- C
- D
- E
- F
- G
- H
- I
- J
- K
- L
- M
- N
- O
- P
- Q
- R
- S
- T
- U
- V
- W
- X
- Y
- Z

### T
| Commune                 | Liste |
| ----------------------- | ----- |
| Taillefontaine          | Sud   |
| Tannières               | Sud   |
| Tavaux-et-Pontséricourt | Nord  |
| Tergnier                | Nord  |
| Torcy-en-Valois         | Sud   |
| Trélou-sur-Marne        | Sud   |
| Trucy                   | Nord  |

- Haut – A
- B
- C
- D
- E
- F
- G
- H
- I
- J
- K
- L
- M
- N
- O
- P
- Q
- R
- S
- T
- U
- V
- W
- X
- Y
- Z

### U
| Commune | Liste |
| ------- | ----- |
| Urcel   | Nord  |

- Haut – A
- B
- C
- D
- E
- F
- G
- H
- I
- J
- K
- L
- M
- N
- O
- P
- Q
- R
- S
- T
- U
- V
- W
- X
- Y
- Z

### V
| Commune                  | Liste |
| ------------------------ | ----- |
| Vadencourt               | Nord  |
| Vailly-sur-Aisne         | Sud   |
| Variscourt               | Nord  |
| Vasseny                  | Sud   |
| Vauxcéré                 | Sud   |
| Vauxrezis                | Sud   |
| Vendhuile                | Nord  |
| Vendières                | Sud   |
| Vermand                  | Nord  |
| Vervins                  | Nord  |
| Veslud                   | Nord  |
| Veuilly-la-Poterie       | Sud   |
| Vic-sur-Aisne            | Sud   |
| Vichel-Nanteuil          | Sud   |
| Viel-Arcy                | Sud   |
| Viels-Maisons            | Sud   |
| Vierzy                   | Sud   |
| Viffort                  | Sud   |
| Vigneux-Hocquet          | Nord  |
| Villeneuve-sur-Fère      | Sud   |
| Villeneuve-Saint-Germain | Sud   |
| Villers-Cotterêts        | Sud   |
| Villers-Hélon            | Sud   |
| Ville-Savoye             | Sud   |
| Villiers-Saint-Denis     | Sud   |
| Vivières                 | Sud   |
| Vorges                   | Nord  |
| Vregny                   | Sud   |

- Haut – A
- B
- C
- D
- E
- F
- G
- H
- I
- J
- K
- L
- M
- N
- O
- P
- Q
- R
- S
- T
- U
- V
- W
- X
- Y
- Z

### W
| Commune | Liste |
| ------- | ----- |
| Wimy    | Nord  |

- Haut – A
- B
- C
- D
- E
- F
- G
- H
- I
- J
- K
- L
- M
- N
- O
- P
- Q
- R
- S
- T
- U
- V
- W
- X
- Y
- Z